# Diga di Mapragg
La diga di Mapragg è una diga a gravità situata in Svizzera, nel canton San Gallo nel comune di Pfäfers.

## Descrizione
Ha un'altezza di 75 metri e il coronamento è lungo 132 metri. Il volume della diga è di 130.000 metri cubi.
Il bacino creato dallo sbarramento, il Stausee Mapragg ha un volume massimo di 5,3 milioni di metri cubi, una lunghezza di 2 km e un'altitudine massima di 865 m s.l.m. Lo sfioratore ha una capacità di 500 metri cubi al secondo. Le acque del lago vengono sfruttate dall'azienda KW Sarganserland AG.
Nella diga trova posto una centrale idroelettrica, dove sono installate 3 turbine francis da 93,3 MW ciascuna. Vengono sfruttate le acque di questo bacino e quelle del bacino della diga di Gigerwald.